# 尹慶老
尹慶老（ユン・ギョンノ、1947年4月20日 - ）は、韓国の学者。漢城大学校史学科教授。2002年12月の親日人名辞典編纂委員会発足とともに委員長を務める。親日人名辞典を刊行する。